# Iron Man: Obrońca dobra
Iron Man: Obrońca dobra (ang. The Marvel Action Hour: Iron Man, 1994–1996) – serial animowany produkcji amerykańskiej. Serial składa się z 26 odcinków.

## Fabuła
Historia Tony’ego Starka, który po śmierci ojca staje się prezesem firmy Stark Enterprises. Porwany i przetrzymywany przez Mandaryna, jest zmuszany do zbudowania dla niego niezniszczalnej broni. Jednak Stark wykorzystuje zbudowaną przez siebie zbroję do walki z Mandarynem – od tej pory znany będzie jako Iron Man, Obrońca Dobra.
Iron Man pojawia się również w kilku odcinkach serialu Spider-Man – 37-39 oraz 61-63, w 4. odcinku Incredible Hulk oraz zostaje wspomniany w 19. odcinku Fantastycznej Czwórki.

## Bohaterowie

### Protagoniści
- Iron Man (prawdziwe nazwisko – Tony Stark)
- War Machine (pl. Pogromca, prawdziwe nazwisko – James Rhodes)
- Hawkeye (pl. Jastrząb, prawdziwe nazwisko – Clint Barton)
- Spider-Woman (pl. Kobieta-Pająk, prawdziwe nazwisko – Julia Carpenter)
- Century (pl. Centaur)
- Nick Fury
- HOMER – komputer
- Scarlet Witch – (prawdziwe nazwisko – Wanda Frank)
- Incredible Hulk (prawdziwe nazwisko – dr Robert „Bruce” Banner)

### Antagoniści
- Mandaryn (prawdziwe nazwisko – Arnold Brock)
- Blizzard (pl. Zamieć)
- Dreadknight (pl. Dragon)
- Whirlwind (pl. Huragan)
- Blacklash (pl. Mściciel)
- Grey Gargoyle (pl. Chimera)
- Hypnotia (pl. Hipnozja)
- Living Laser (pl. Żywy Laser)
- Modok
- Justin Hammer
- Fin Fang Foom
- Crimson Dynamo (pl. Karmazynowy Tytan)
- Firebrand (pl. Podpalacz)
- Madame Mask (pl. Maska)
- Titanium Man (pl. Tytanion)
- The Leader (pl. Przywódca)

### Seria pierwsza
Opracowanie wersji polskiej: Studio Sonica

Reżyseria:
- Miriam Aleksandrowicz (odc. 1-10),
- Krzysztof Kołbasiuk (odc. 11-13)

Asystent reżysera: Krzysztof Kołbasiuk (odc. 1-7, 9-10)

Dialogi:
- Dariusz Dunowski (odc. 1-4, 6-8),
- Agnieszka Chojnacka (odc. 5),
- Maria Nelken (odc. 9-13)

Dźwięk i montaż:
- Sławomir Czwórnóg (odc. 1-3, 5, 10),
- Jerzy Januszewski (odc. 4, 6-7, 11-13),
- Maciej Kręciejewski (odc. 8-9)

Kierownik produkcji: Jacek Osławski (odc. 1-13)

Lektor: Jacek Brzostyński

Wystąpili:
- Jacek Bończyk – Tony Stark/Iron Man
- Anna Apostolakis – Hypnotia (Hipnozja)
- Agata Gawrońska – Julia Carpenter/Spider-Woman
- Joanna Wizmur – Wanda Frank/Scarlet Witch (odc. 1-13)
- Andrzej Arciszewski – MODOK (odc. 1-10)
- Jacek Czyż –
  - James Rhodes/War Machine (Pogromca),
  - Whirlwind (Huragan) (odc. 3),
  - MODOK (odc. 11-13)
- Jacek Kałucki – Dreadknight (Dragon)
- Mariusz Leszczyński –
  - Justin Hammer (odc. 1-13),
  - Grey Gargoyle (Chimera) (odc. 1-13)
- Mieczysław Morański – Clint Barton/Hawkeye (Jastrząb)
- Jan Janga-Tomaszewski – Arnold Brock/Mandaryn
- Krzysztof Kołbasiuk –
  - Century (Centaur) (odc. 1-13),
  - Fin Fang Foom (odc. 11-12)
- Ryszard Nawrocki – Admirał (odc. 1)
- Krystyna Kozanecka –
  - Rachel Carpenter – córka Julii (odc. 3),
  - Ilona (odc. 8)
- Lucyna Malec – Elastika (odc. 3)
- Jacek Sołtysiak – Yinsen (odc. 8)
- Wojciech Machnicki – Whirlwind (Huragan) (odc. 8)
- Olga Bończyk
- Ryszard Jabłoński
- Leszek Abrahamowicz
- Mirosław Oczkoś
- Dariusz Odija

### Seria druga
Wersja polska: Master Film na zlecenie TVN

Reżyseria: Ewa Markowska (odc. 14-26)

Dialogi: Dariusz Dunowski (odc. 14-26)

Dźwięk: Sebastian Kaliński (odc. 14-26)

Montaż:
- Krzysztof Rustecki (odc. 14-17)
- Mariusz Malicki (odc. 18-26)

Kierownictwo produkcji: Anna Rybicka (odc. 14-26)

Lektor: Zdzisław Szczotkowski

Udział wzięli:
- Jacek Bończyk – Tony Stark/Iron Man
- Agata Gawrońska – Julia Carpenter/Spider-Woman
- Jacek Czyż – Jim Rhodes/War Machine (Pogromca)
- Anna Apostolakis – Hypnotia (Hipnozja)
- Ewa Markowska –
  - Wanda Frank/Scarlet Witch,
  - Whitney/Maska (odc. 18)
- Jan Janga-Tomaszewski – Arnold Brock/Mandaryn
- Mieczysław Morański –
  - Clint Barton/Hawkeye (Jastrząb),
  - Podpalacz/Gary Gilbert (odc. 15),
  - Jeden z członków A.I.M. (odc. 17),
  - Samuel Stern/Przywódca (odc. 24)
- Janusz Wituch –
  - Justin Hammer,
  - Fin Fang Foom (odc. 14),
  - Jeden z opryszków (odc. 20)
- Aleksander Wysocki –
  - MODOK,
  - Century (Centaur) (odc. 14, w jednej scenie odc. 26),
  - Karmazynowy Tytan (odc. 17),
  - Jeden z członków A.I.M. (odc. 17),
  - Tytanion (odc. 20)
- Zbigniew Konopka –
  - Nick Fury (Furia),
  - Century (Centaur) (odc. 23, 25-26)
- Wojciech Szymański – HOMER
- Włodzimierz Bednarski –
  - Arthur Dearborn/Sunturion (odc. 16),
  - Walter Stark (odc. 17)
- Cezary Kwieciński –
  - Dum Dum Dugan (odc. 16-17),
  - Jeden z opryszków (odc. 20),
  - Żuk (odc. 21),
  - Nieuchwytna zjawa (odc. 21)
- Jacek Braciak –
  - Haker (odc. 19),
  - Jeden z opryszków (odc. 20),
  - Reporter (odc. 21-22)
- Wojciech Paszkowski –
  - Mroczny Aegis (odc. 20),
  - Władca umysłów (odc. 21),
  - Ogniomistrz (odc. 22),
  - Bruce Banner/Hulk (odc. 24),
  - Whirlwind (Huragan) (odc. 26)
- Marek Bocianiak –
  - Huragan (odc. 21),
  - Różne głosy
- Józef Mika –
  - Strażnik (odc. 25),
  - Różne głosy
- Małgorzata Drozd – Dr Su-Yin (odc. 26)

## Spis odcinków
| Nr             | Polski tytuł                                       | Angielski tytuł                            |
| -------------- | -------------------------------------------------- | ------------------------------------------ |
|                |                                                    |                                            |
| SERIA PIERWSZA |                                                    |                                            |
|                |                                                    |                                            |
| 01             | A morze wyda umarłych                              | And the Sea Shall Give Up Its Dead         |
|                |                                                    |                                            |
| 02             | Chaos                                              | Data In Chaos Out                          |
|                |                                                    |                                            |
| 03             | Cisza moją towarzyszką, śmierć moim przeznaczeniem | Silence My Companion, Death My Destination |
|                |                                                    |                                            |
| 04             | Bombowiec w osłonie z teflonu                      | The Grim Reaper Wears a Teflon Coat        |
|                |                                                    |                                            |
| 05             | Raduj się, jestem Twoim zbawcą                     | Rejoice! I Am Ultimo, Thy Deliverer        |
|                |                                                    |                                            |
| 06             | Wróg jest zawsze wrogiem                           | Enemy Without, Enemy Within                |
|                |                                                    |                                            |
| 07             | Słabość Jastrzębia                                 | The Defection of Hawkeye                   |
|                |                                                    |                                            |
| 08             | Historia Mandaryna                                 | The Origin of the Mandarin                 |
|                |                                                    |                                            |
| 09             | Sobowtór                                           | Iron Man to the Second Power               |
| 10             | Sobowtór                                           | Iron Man to the Second Power               |
|                |                                                    |                                            |
| 11             | Początki Iron Mana                                 | The Origin of Iron Man                     |
| 12             | Początki Iron Mana                                 | The Origin of Iron Man                     |
|                |                                                    |                                            |
| 13             | Ślub Iron Mana                                     | The Wedding of Iron Man                    |
|                |                                                    |                                            |
| SERIA DRUGA    |                                                    |                                            |
|                |                                                    |                                            |
| 14             | Bestia                                             | The Beast Within                           |
|                |                                                    |                                            |
| 15             | Woda i ogień                                       | Fire and Rain                              |
|                |                                                    |                                            |
| 16             | Żelazna cela                                       | Cell of Iron                               |
|                |                                                    |                                            |
| 17             | Niedaleko pada jabłko od jabłoni                   | Not Far from the Tree                      |
|                |                                                    |                                            |
| 18             | Piękno za wszelką cenę                             | Beauty Knows No Pain                       |
|                |                                                    |                                            |
| 19             | Wyprawa do wnętrza                                 | Iron Man, on the Inside                    |
|                |                                                    |                                            |
| 20             | Daleka podróż                                      | Distant Boundaries                         |
|                |                                                    |                                            |
| 21             | Wojna zbroi                                        | The Armor Wars                             |
| 22             | Wojna zbroi                                        | The Armor Wars                             |
|                |                                                    |                                            |
| 23             | Pełnomocnik                                        | Empowered                                  |
|                |                                                    |                                            |
| 24             | Pogromca Hulka                                     | Hulk Buster                                |
|                |                                                    |                                            |
| 25             | Żądza władzy Mandaryna                             | Hands of the Mandarin                      |
| 26             | Żądza władzy Mandaryna                             | Hands of the Mandarin                      |
|                |                                                    |                                            |